# Ferme Pereire
La ferme Pereire est une ferme situé à Ozoir-la-Ferrière, dans le département de Seine-et-Marne, en France.

## Localisation
La ferme est située dans le département français de Seine-et-Marne, sur la commune de Ozoir-la-Ferrière.

## Historique
L'édifice est inscrit au titre des monuments historiques le 21 octobre 1992.